# AV Reusel '69
AV Reusel '69 is een atletiekvereniging uit het Brabantse dorp Reusel en tevens de enige atletiekvereniging van de gemeente Reusel-De Mierden. De vereniging behoort tot de atletiekregio De Kempen.

## Geschiedenis
De club is opgericht op 30 januari 1969. Op 21 augustus 1969 werd AV Reusel ’69 officieel toegelaten als lid van de Atletiekunie. De club groeide langzaam uit van een kleine atletiekclub tot een middelgrote atletiekclub in de jaren zeventig, wat het nu nog steeds is. Een bekende atleet van deze vereniging die furore maakte in de Nederlandse wegatletiek in de jaren negentig was Jan van Rijthoven. Deze loper uit het nabijgelegen Lage Mierde was jarenlang een vaderlandse topper op de lange afstanden, de halve marathon en de marathon. In april 1990 werd hij met 2:17 in de Westland-marathon Nederlands kampioen. Hij miste op een haartje de kwalificatie voor deelname aan de Olympische Spelen van 1992 te Barcelona en een topklassering in de marathon van New York.

## Clubtenue
Het clubtenue bestaat uit een oranje shirt met een verticale witte balk erover en een zwarte broek.

## Wedstrijden
De eerste wedstrijd die de club organiseerde was de L'Avant Sylvestre veldloop, die in hetzelfde jaar als de oprichting werd gehouden. Deze wedstrijd wordt nog steeds jaarlijks door de club georganiseerd.
In 1975 organiseerde AV Reusel '69 de Nederlandse Kampioenschappen Cross. Ook organiseerden ze in 1989, 1994 en 1999 de Nederlandse Grasbaanspelen, een landelijke wedstrijd voor clubs met een grasbaan.